# Běžníkovití
Čeleď běžníkovití (Thomisidae) zahrnuje celosvětově 2159 známých druhů ve 172 rodech, v Česku se vyskytuje 42 druhů.

## Popis
Jedná se o drobnější pavouky s délkou od 3 do 10 mm. Mají ploché tělo a laterigrádně vkloubené nohy, to znamená, že nohy směřují do stran a pavouk tak připomíná kraba. První dva páry nohou jsou výrazně delší a slouží k uchvácení kořisti, zatímco zadními dvěma páry nohou se pavouk přidržuje na vegetaci. Dříve byli do čeledě Thomisidae řazeni také pavouci dnes samostatné čeledě Philodromidae (listovníkovití), kteří jsou na první pohled běžníkům podobní svýma laterigrádně vkloubenýma nohama. Spolehlivým rozlišovacím znakem je délka nohou, u listovníků přibližně stejná u všech čtyřech párů, zatímco běžníkovití mají přední dva páry výrazně delší než zadní dva páry.
Oči běžníků jsou ve dvou řadách po čtyřech, sítnice přednich očí je ovládána svalovinou. Klepítka jsou malá stejně jako makadla, na kterých mají samci kulaté cymbium (tj. lžícovitý tarzus makadla, do něhož je zapuštěn bulbus – vlastní sekundární pohlavní orgán). Před malými snovacími bradavkami je umístěn kolulus. Kribelum není vyvinuto. Hlavohruď plochá a široká, zadeček většinou oválný, u některých vybíhá vzadu do dvou hrotů. Běžníci jsou většinou pestře zbarveni, některé druhy mají schopnost barvoměny, např. samice  běžníka kopretinového (Misumena vatia) a  běžníka květomilného (Thomisus onustus) dokáží částečně změnit barvu podle barvy květu, na kterém číhá na kořist, ale jen v rozsahu žlutá – bílá. Někteří běžníci, kteří číhají na květech dávají přednost těm květům, které mají podobnou barvu jako oni sami

## Biologie
Běžníci se vyskytují ve volné přírodě téměř ve všech biotopech, převážně na vegetaci, někteří i na povrchu půdy. Na kořist čekají na vhodném místě, na listech, někdy na květech, a loví kořist z bezprostřední blízkosti tak, že ji uchvátí předníma dlouhýma nohama, kousnou klepítky, kterými do ní vstříknou jed, a počkají až začne jed působit. Potom kořist vysávají malým otvorem v kutikule. Kořist bývá často větší než samotný pavouk. Někteří běžníci se specializují  na lov mravenců nebo jiných pavouků (nebo je jako kořist upřednostňují).  Běžníci netkají sítě, pouze samci tkají malou síťku pro přenesení spermatu do sekundárních kopulačních orgánů na makadlech a samice používají vlákna k vytvoření kokonu. Kopulace probíhá tak, že samec po přibližovacím rituálu, zaujímá polohu pod samičkou s hlavou na stejné straně jako samička. Samci v ČR hojného rodu Xysticus před kopulací opřádají samičku řídkými vlákny, za která se potom pod samičkou přidržují. Toto opředení je pravděpodobně jen součást rituálu a nemá jiný účel. Samice většinou nejsou agresivní a samečka nechají odejít. Samci však krátce po kopulaci hynou.  Samice po kopulaci vytvoří kokon, který připředou k listu, nebo k jiné části rostliny. Samice kokony hlídají. Životní cyklus běžníků je u středoevropských druhů jednoletý.

## Významné druhy
- Běžník květomilný (Thomisus onustus)
- Běžník zelený (Diaea dorsata)
- Běžník kopretinový (Misumena vatia)
- Běžník obecný (Xysticus cristatus)
- Běžník plochý (Coriarachne depressa)
- Běžník skvostný (Synema globosum)
- Běžník mokřadní (Xysticus ulmi)

## Ohrožení
Značná část českých a moravských běžníků je ohrožena nebo kriticky ohrožena.

## Sezna rodů čeledě běžníkovití (Thomisidae)
Seznam obsahuje jen rody vyskytující se v ČR, podle Kůrka a kol.

#### Coriarachne – běžník
Ve světě 5 druhů, v ČR jeden.

#### Cozyptila – běžník
Celosvětově 3 druhy, v ČR jeden. Velmi malé druhy.

#### Diaea – běžník
Ve světě 75 druhů, v ČR dva.

#### Ebrechtella – běžník
Ve světě 10, v ČR jediný druh.

#### Heriaeus – běžník
Ve světě 34 druhů, v ČR dva.

#### Misumena – běžník
Celosvětově 41 druh, v ČR jediný.

#### Ozyptila – běžník
Ve světě 103 druhy, v ČR devět. Velmi malé druhy s kožovitým tělem a robustníma předníma nohama, žijí na povrchu půdy.

#### Pistius – běžník
Ve světě 10 druhů, v ČR jeden.

#### Synema – běžník
Ve světě 122 druhů, v ČR jediný.

#### Thomisus – běžník
Ve světě 138 druhů, v ČR jeden.

#### Tmarus – běžník
Ve světě 220 druhů, v ČR dva. Běžníci s člunkovitým zadečkem.

#### Xysticus – běžník
Ve světě 360 druhů, v ČR 20 druhů. Druhy s plochým tělem a oválným zadečkem, kožovitý povrch těla většinou hnědé barvy. Druhy tohoto rodu je někdy těžké vzájemně rozlišit.

## Galerie

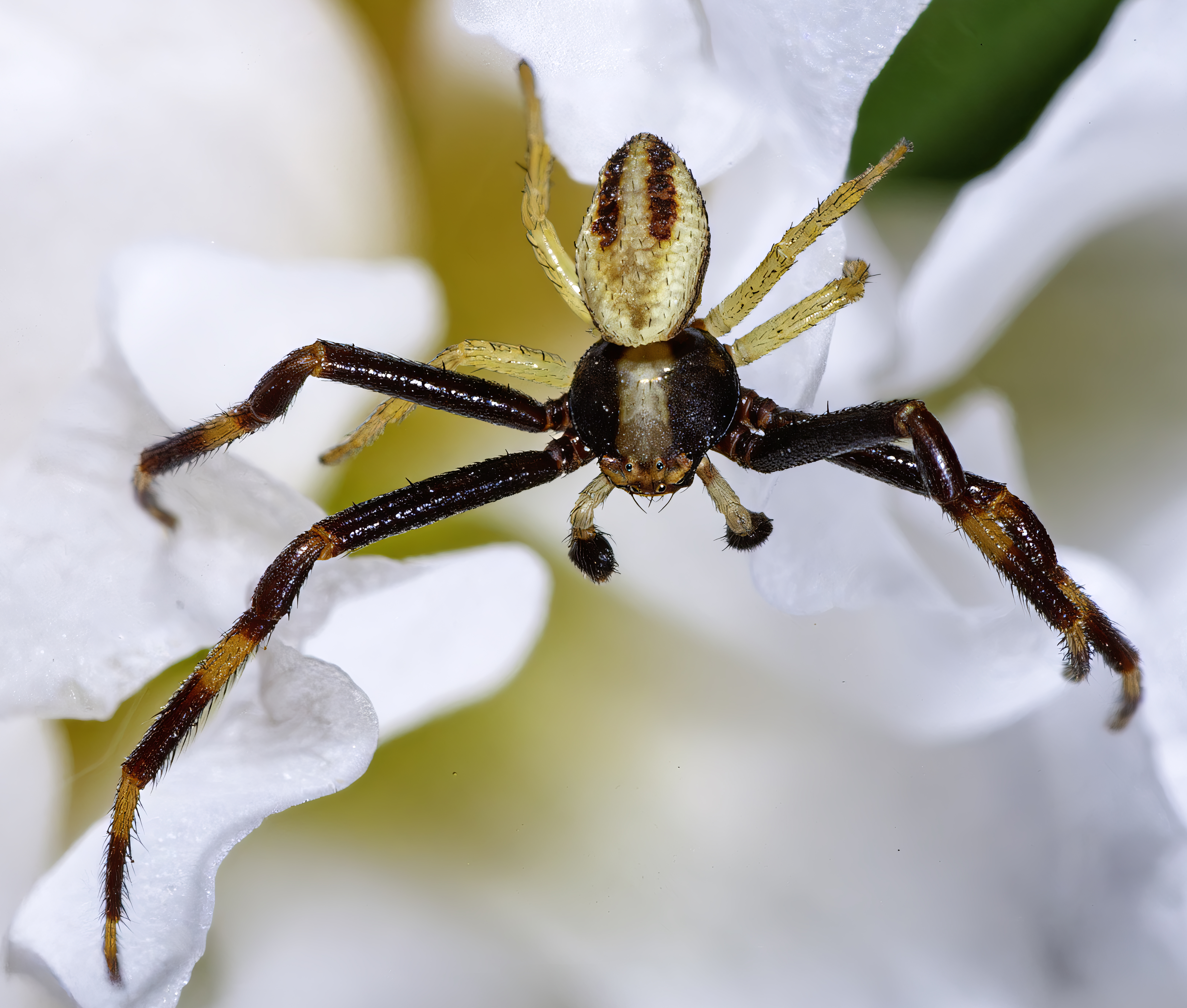
Misumena vatia, běžník kopretinový – samec
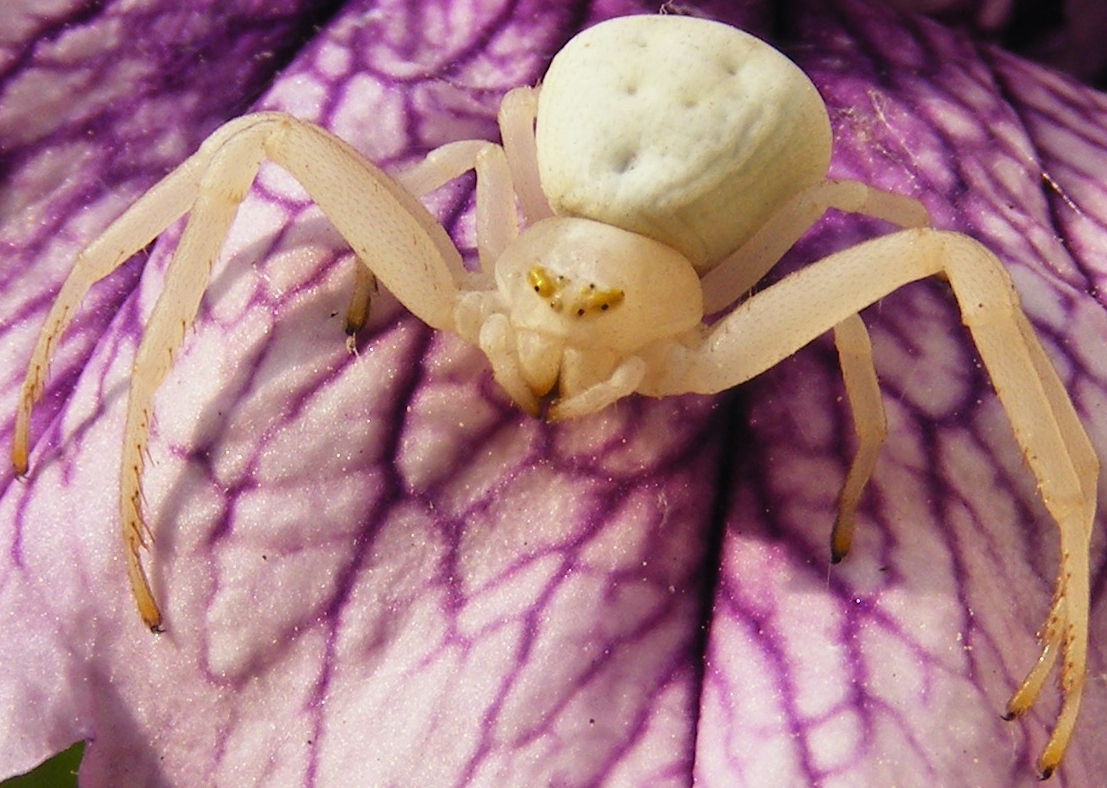
Misumena vatia, běžník kopretinový – samice na květu
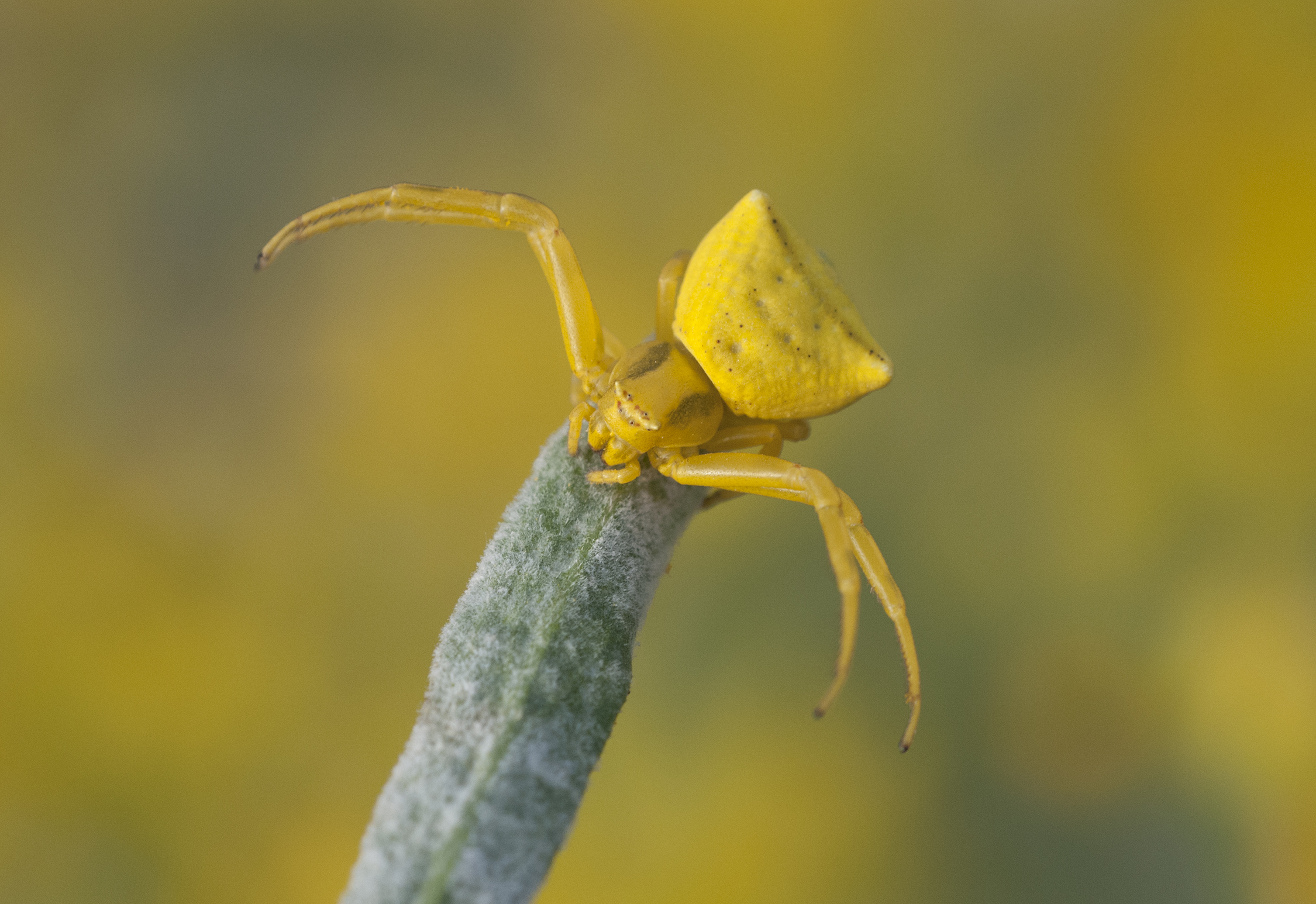
Thomisus onustus, běžník květomilný – samice
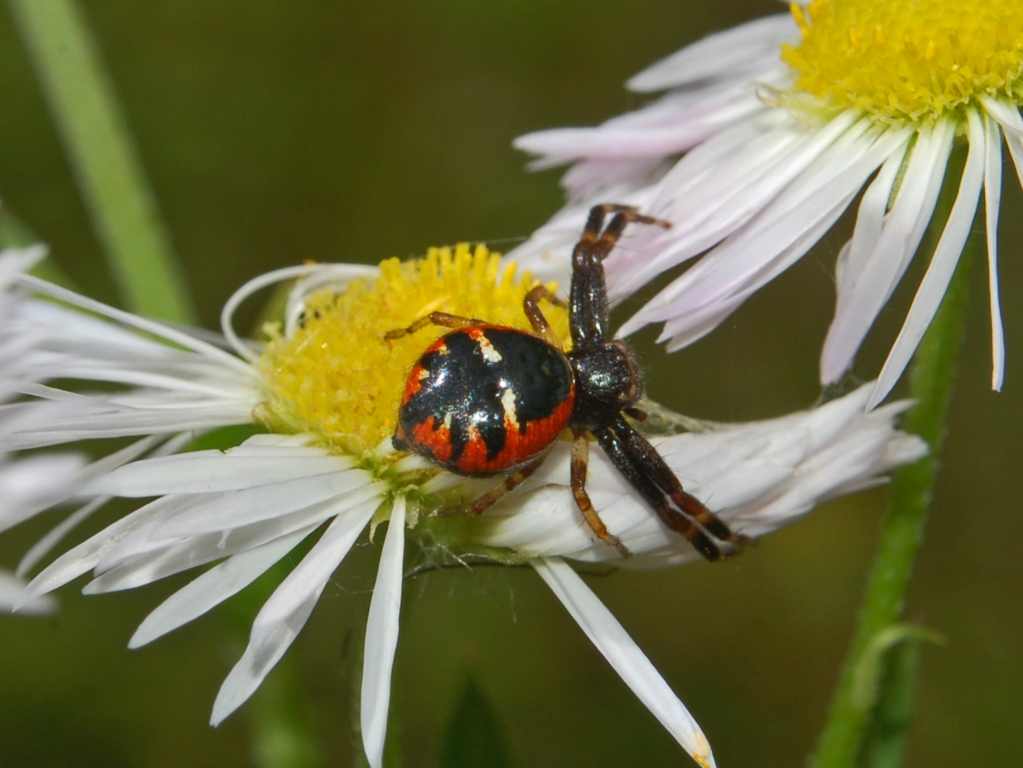
Synema globosum, běžník skvostný
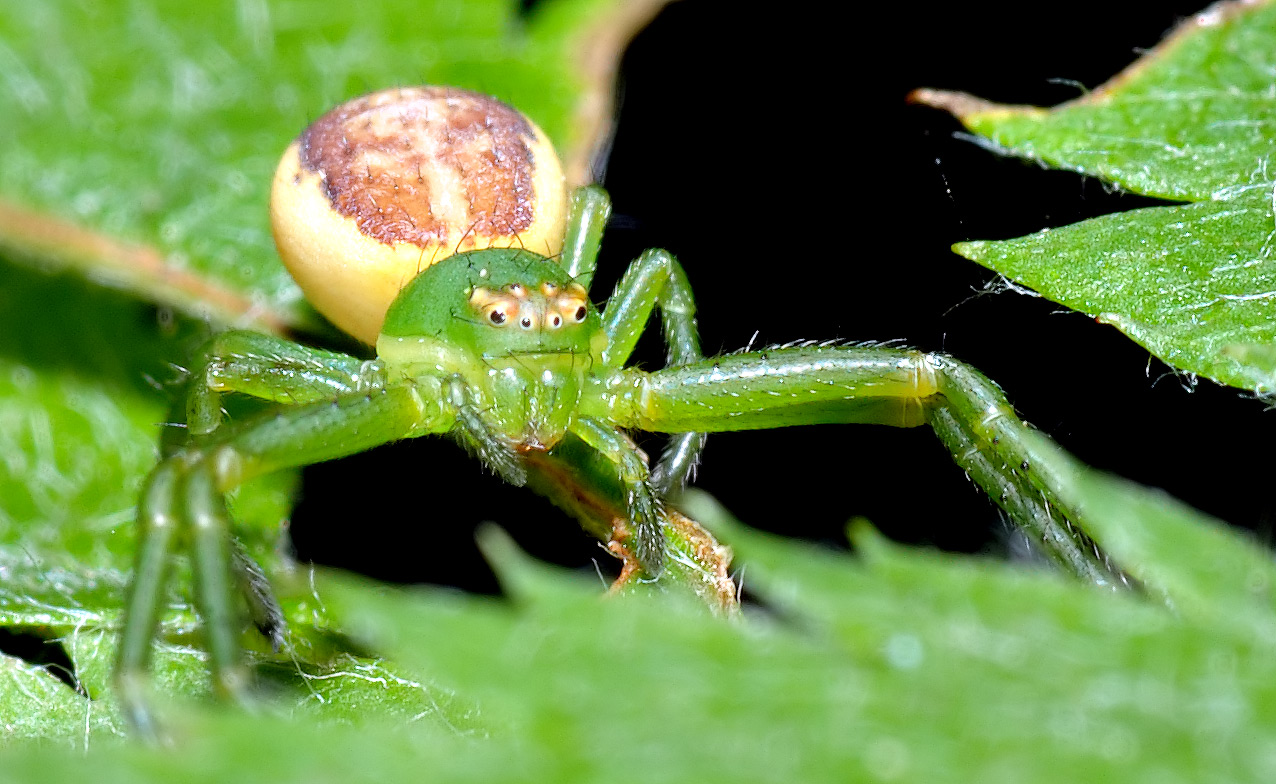
Diaea dorsata, běžník zelený
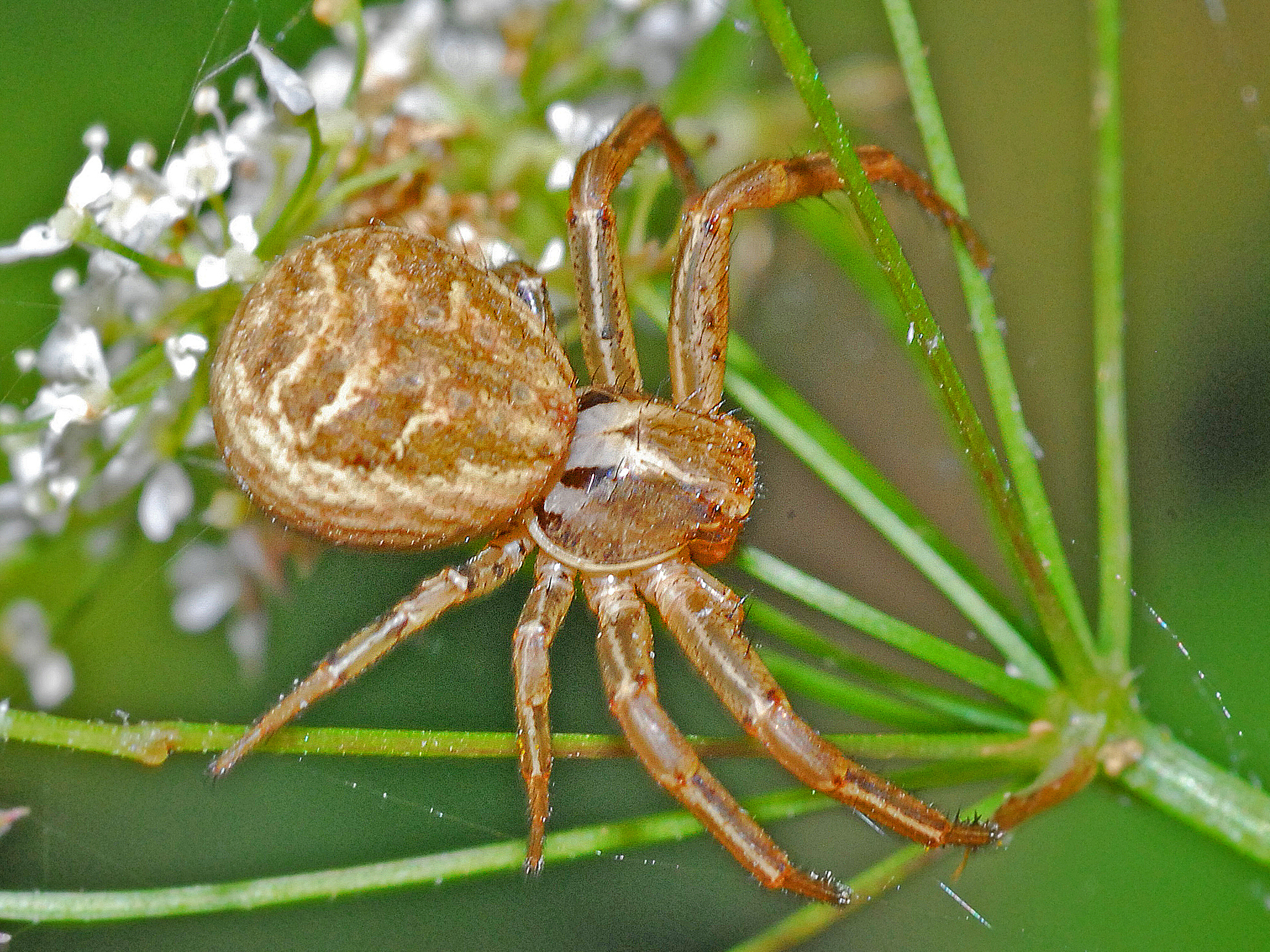
Xysticus cristatus, běžník obecný – samice